# Wilhelm Georg Dettmer
Wilhelm Georg Dettmer (Breinum, 29 de junio de 1808-Frankfurt, 28 de mayo de 1876) fue un bajo alemán conocido por sus actuaciones en teatros de Hannover, Brunswick, Breslavia, Kassel,  Dresde y sobre todo en la Ópera de Fráncfort.
Su padre era granjero y asistió al gimnasio en Andreanum y Hildesheim y luego a la escuela secundaria en Alfeld para formarse como maestro.